# Geïntegreerd bosbeheer

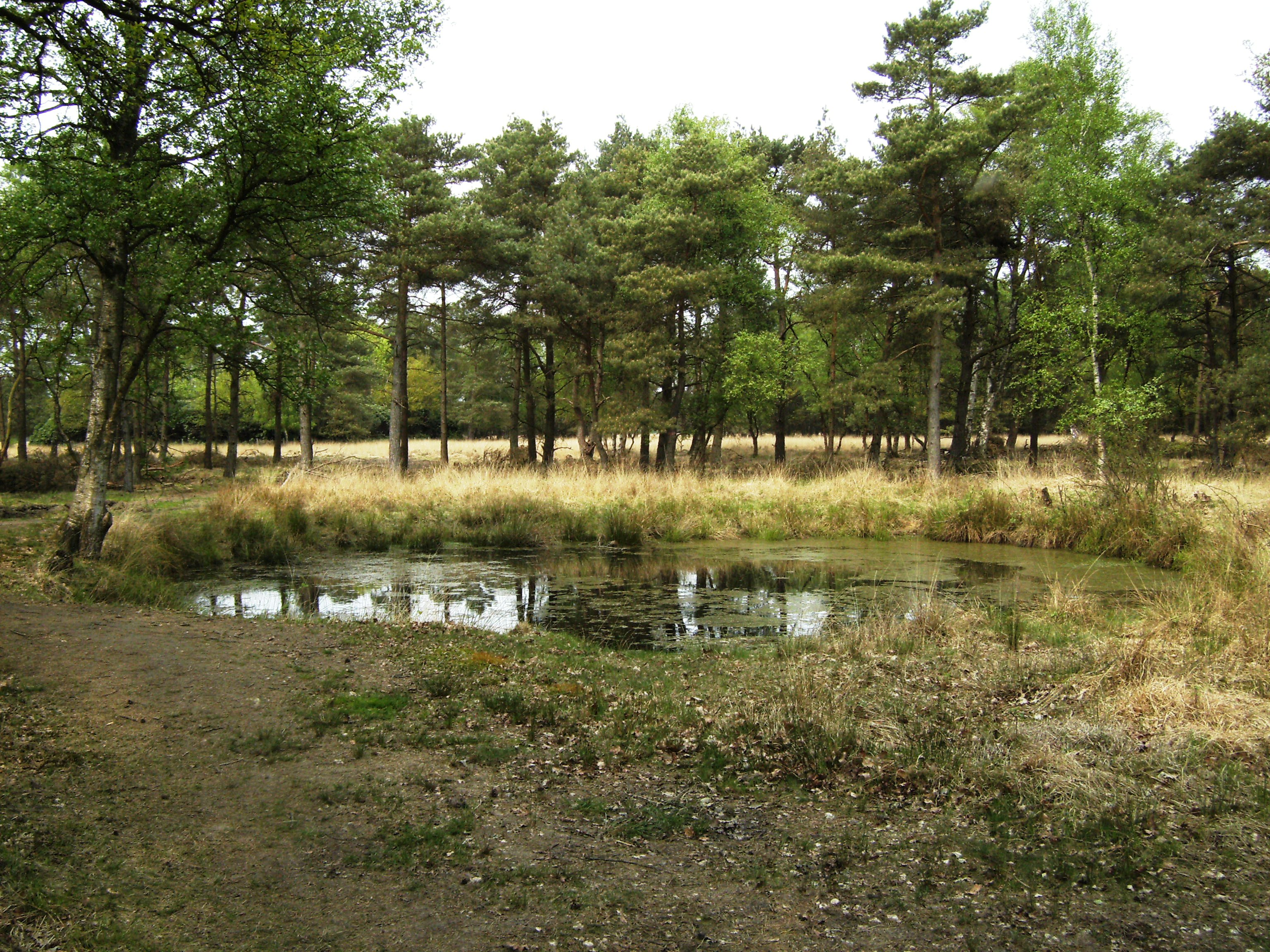
Boetelerveld in Salland

Geïntegreerd bosbeheer, multifunctioneel bosbeheer of multifunctionele bosbouw is een wijze van bosbeheer waarin ruimte wordt geboden aan de verschillende functies van het bos, voornamelijk de functies (hout)productie, recreatie en natuur. Men spreekt van geïntegreerd bosbeheer als voor elke functie ten minste een derde van het maximum haalbare wordt bereikt.
Vanaf omstreeks 1975 kregen groepen bosbeheerders in West-Europese landen belangstelling voor een meer natuurvolgende bosbouw. Zo kwam men tot het concept van multifunctionele bosbouw, een vorm van bosbeheer waarin meerdere functies van het bos gezamenlijk worden bevorderd. Eerder waren houtproductie, jacht, economie en erosiebestrijding de belangrijkste functies. Later kwamen daar recreatie en natuurbescherming bij en nog later waterbeheer. In de eenentwintigste eeuw worden bossen van groot belang geacht vanwege de kooldioxide die er in wordt vastgelegd en verontreinigingen zoals fijnstof die er door worden afgevangen. In het algemeen wordt de betekenis van bossen bij het milieubeheer steeds belangrijker gevonden, of het nu gaat om biodiversiteit, waterbeheer of klimaat.
Voor het beheer heeft deze verandering in zienswijze verschillende consequenties. Indien het doel is om een meer natuurlijk bos te krijgen zal dood hout vaak blijven liggen, wat schuil- of voedselmogelijkheden voor allerlei insecten, schimmels, vogels en dergelijke biedt. Ook worden door groepenkap open plekken in bospercelen geschapen waardoor inheemse soorten meer kans krijgen. Natuurherstel van vennen en waterlopen levert een bijdrage leveren aan een meer afwisselend bos. De jacht en houtkap zullen ten behoeve van de natuurfunctie gereduceerd worden.
De recreatie wordt gediend door de aanleg van wandel- en fietspaden en parkeerplaatsen, waarbij de voor de natuur meest kwetsbare gedeelten worden ontzien. Bij toegangen worden vaak voorzieningen zoals picknickplaatsen en speelgelegenheden aangelegd. Ook is er bij geïntegreerd bosbeheer meer aandacht voor cultuurhistorische objecten, zoals grafheuvels en dergelijke.
De aanplant van veel bos en het beperken van het kappen van bos is van groot belang bij het vastleggen van kooldioxide en dus bij klimaatregulatie.

## Bron
- J.K van Raffe et al 2006, Geïntegreerd bosbeheer. Het onderzoek van 2002-2005. Alterra, Wageningen. Rapport 1159.